# Телемастер
Телемастер српска је главна дневна информативна емисија канала Happy. Први пут приказан 3. јула 2006. године, програм је постао један од најгледанијих емисија вести у Србији, са више од милиона гледалаца дневно. Телемастер се приказује из студија у главној згради канала Happy, са више дојавних локација широм света.
Програм се уживо преноси сваког дана од 14.30 и 17.20 часова, са уобичајеним трајањем од тридесет минута до сат времена. Телемастер се такође емитује више пута током дана у кратким интервалима под називом Вести, које се снимају у истом студију.